# Ерофеевка (Ростовская область)
Ерофе́евка — хутор в Тарасовском районе Ростовской области.
Входит в состав Курно-Липовского сельского поселения.

## Население
| 2010 |
| ---- |
| 312  |

## Улицы
| - ул. Горная, - ул. Заречная, - ул. Зелёная, | - ул. Красноармейская, - ул. Советская, - ул. Школьная. |